# Denis Chouinard
Pour les articles homonymes, voir Chouinard.
Ne doit pas être confondu avec l'archiviste Denys Chouinard.
Denis Chouinard, né le 4 août 1964 à Montréal, est un réalisateur et scénariste québécois.

## Biographie
Il étudie le cinéma au cégep de Saint-Laurent, à l'Université du Québec à Montréal, ainsi qu'à la Judith Weston School for Acting Techniques (USA). Ses films s'intéressent aux questions sociales à l'immigration et à la diversité ethnique.

## Filmographie

### comme réalisateur
- 1997 : Clandestins (avec Nicolas Wadimoff)
- 2001 : L'Ange de goudron
- 2006 : Délivrez-moi

### comme scénariste
- 1997 : Clandestins
- 2001 : L'Ange de goudron
- 2006 : Délivrez-moi

## Récompenses et nominations

### Récompenses
- 1997 : Bayard d'or du Festival international du film francophone de Namur (Belgique) pour Clandestins
- 2002 : Prix du jury œcuménique du 52e Festival international du film de Berlin pour L'Ange de goudron

### Nominations
- 2001 : Grand prix des Amériques au Festival des films du monde de Montréal pour L'Ange de goudron
- 2002 : Grand Prix du Festival du film de Paris pour L'Ange de goudron
- 2002 : Prix Génie pour la Meilleure Direction de L'Ange de goudron
- 2002 : Prix Jutra pour la Meilleure réalisation de L'Ange de goudron
- 2002 : Prix Jutra pour le Meilleur scénario de L'Ange de goudron